# Palazzo dell’Aeronautica (Bari)

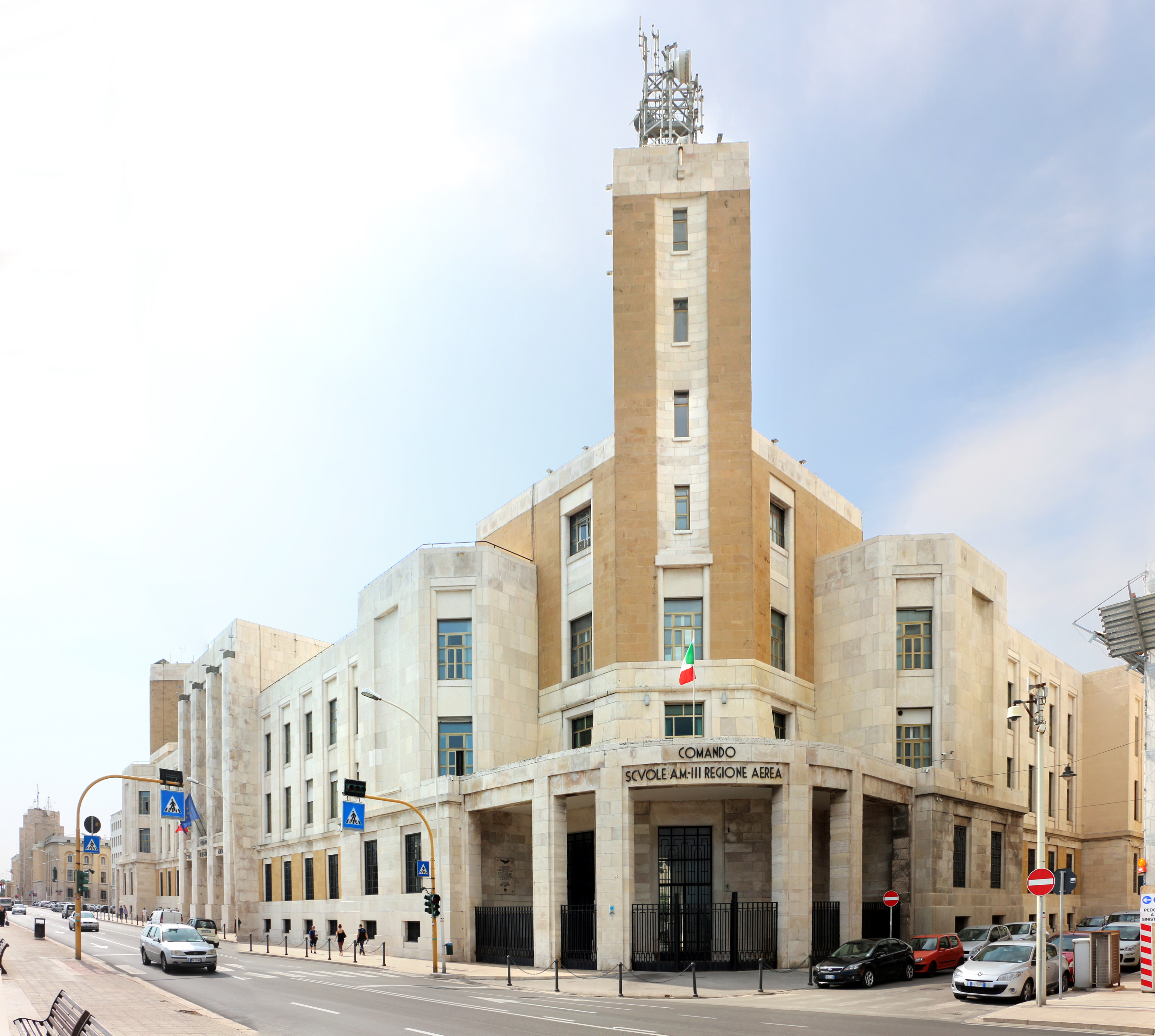
Palazzo dell’Aeronautica in Bari

Der Palazzo dell’Aeronautica ist ein Verwaltungsgebäude der italienischen Luftwaffe (Aeronautica Militare) in Bari in der italienischen Region Apulien. Er liegt in der Lungomare Narario Sauro 35–39.

## Geschichte
Das Gebäude wurde in der ersten Hälfte der 1930er-Jahre nach Plänen des Architekten Saverio Dioguardi gebaut, um das Kommando der IV. Zona Aerea Territoriale (IV. ZAT) der italienischen Luftstreitkräfte aufzunehmen.
Die IV. ZAT wurde 1935 gegründet und war für den Osten des südlichen Luftraumes über Italien (also über einem Teil der Regionen Marken, Kampanien und Kalabrien, sowie den Regionen Abruzzen, Molise und Apulien) zuständig. Ihr erster Kommandant war Generalleutnant Vincenzo Lombard, der am 1. Juli 1935 eingesetzt wurde.
1940, mit Beginn der kriegerischen Operationen, wurde im Sitz der IV. ZAT das Kommando des IV. Luftgeschwaders einquartiert, dessen Operationsgebiet sich besonders über die Balkanhalbinsel, Griechenland und das östliche Mittelmeer erstreckte. 1943, nach der alliierten Invasion Süditaliens, wurde in dem Gebäude die 15. Army Air Force untergebracht und am 2. Dezember 1943 das Kommando der italienischen fliegenden Verbände, die nach dem Waffenstillstand von Cassibile an der Seite der Briten und Amerikaner kämpften. Diese italienischen Einheiten, die in die ‚‚Balkan Air Force‘‘ eingegliedert waren, operierten über Apulien und Molise und über dem Balkan und Rumänien.
In den 1950er-Jahren wurde dann in Bari das Kommando der IV. ZAT für den südöstlichen Luftraum der Aeronautica Militare Italiana untergebracht und erhielt die Bezeichnung „3. Luftregion“, da sie die operative Zuständigkeit für Süditalien und die Inseln hatte. Am 1. Januar 2008 wurde das Kommando der 3. Luftregion auch Sitz des „Commando Scuole AM“ (Ausbildungskommando) und die Einrichtung erhielt so den Namen „Kommando Scoule AM/3. Regione Aerea“.

## Beschreibung
Das Gebäude liegt an der Küste von Bari. Sein markantestes Element ist der Turm, ein einfacher, quadratischer Bau mit einem Längsstreifen von Fenstern, die seine Vertikalität betonen. Die Zusammenstellung der verwendeten Baumaterialien, Trani und marzischer Tuff, stellen die Bedeutung dieses Gebäudeteils heraus. Der Innenhof scheint sich nach außen auszudehnen, wogegen der obere Teil sich zurücklehnt, je weiter es nach oben geht.
Der Blick vom Meer aus auf das Gebäude ermöglicht einen Gesamtüberblick. Auf diese Weise sieht man das mittlere Portal mit seiner Gruppe aus riesigen zylindrischen Säulen. Das Fundament besteht aus Stahlbetonstangen und Bordsteinen: Dies deutet auf horizontale Strukturen zur Verstärkung des Mauerwerks hin, die aus miteinander verflochtenen Tuffen bestehen, jedoch nicht aus Säulen. Diese Hypothese wird durch die Tatsache bestätigt, dass das Mauerwerk auf der letzten Ebene eine Dicke von 50–60 Zentimeter aufweist.